# 塔塞
塔塞（法語：Tassé，法語發音：[tase]）是法国萨尔特省的一个市镇，属于拉弗莱什区。

## 地理
塔塞（47°53'22"N, 0°8'13"W）面积10.77 平方千米，位于法国卢瓦尔河地区大区萨尔特省，该省份为法国西北部内陆省份，北起顺时针与奥恩省、厄尔-卢瓦省、卢瓦-谢尔省、安德尔-卢瓦尔省、曼恩-卢瓦尔省和马耶讷省接壤，是法国大西部的入口，连接卢瓦尔河谷、布列塔尼和巴黎盆地。
与塔塞接壤的市镇（或旧市镇、城区）包括：尚特奈-维勒迪约、韦格尔河畔阿涅尔、阿瓦斯、韦格尔河畔丰特奈、萨尔特河畔努瓦延、皮尔米勒。

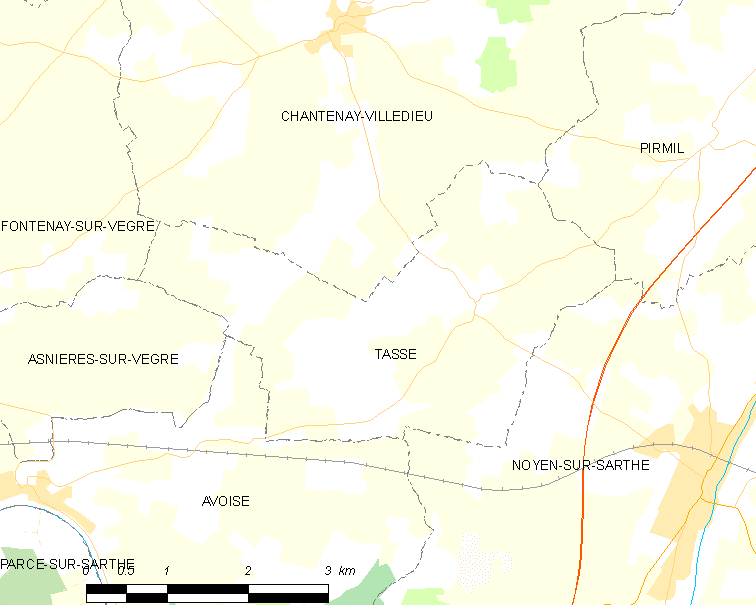
塔塞的OSM定位图

塔塞的时区为UTC+01:00、UTC+02:00（夏令时）。

## 行政
塔塞的邮政编码为72430，INSEE市镇编码为72347。

## 政治
塔塞所属的省级选区为卢埃县。

## 人口

1962-2008年间塔塞人口变化图示

塔塞于2022年1月1日时的人口数量为289人。